# Peter Lowry
Peter Lowry (ur. 2 października 1985 w Missouli) – amerykański piłkarz grający na pozycji ofensywnego pomocnika.

## Kariera klubowa
Lowry jest wychowankiem uniwersyteckiego Santa Clara Broncos. Następnie grał w drużynie Boulder Rapids Reserve, potem w San Jose Frogs, a w 2008 roku podpisał kontrakt z Chicago Fire.
W 2011 był zawodnikiem Portland Timbers.